# Millennium Biltmore Hotel

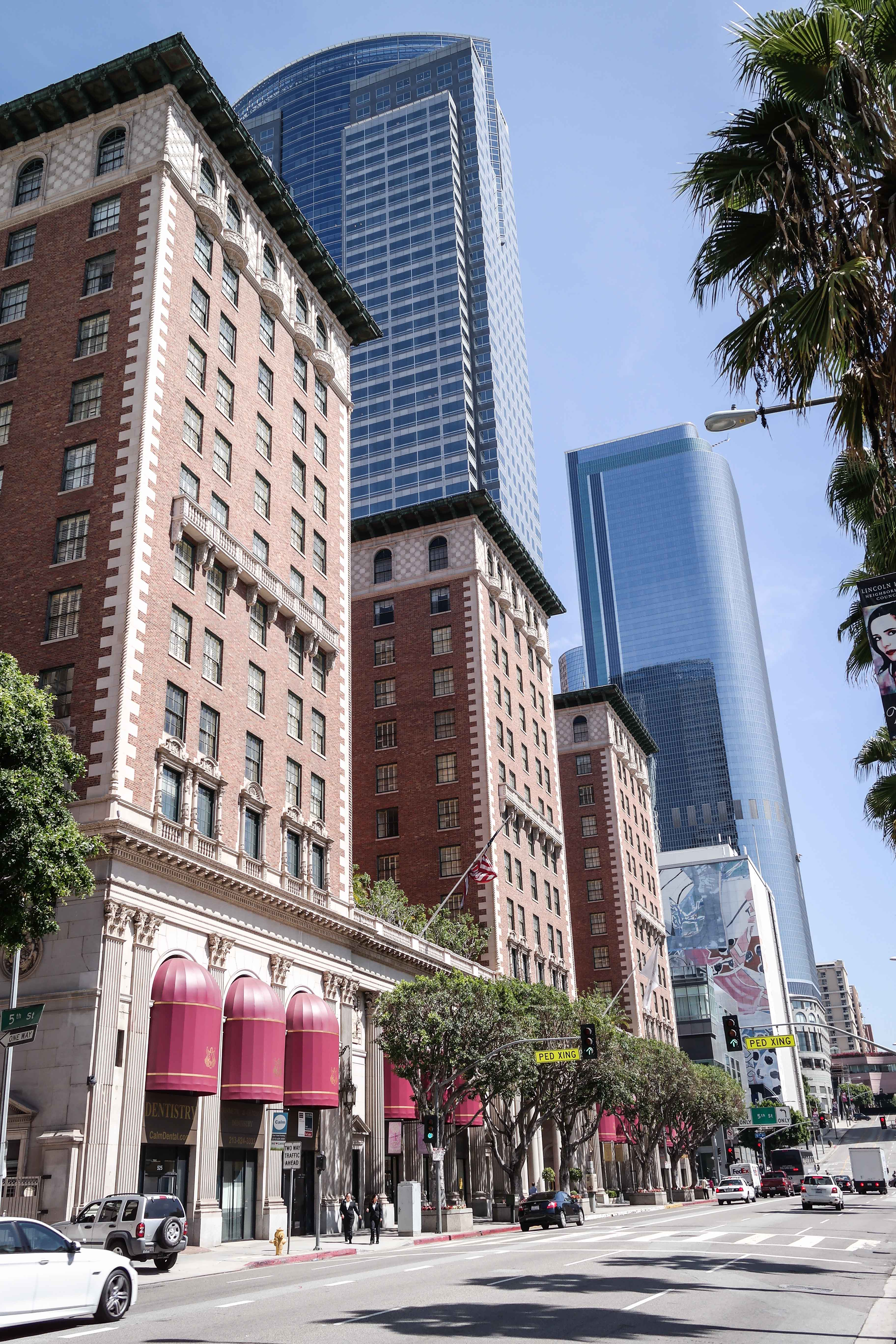
Het Millennium Biltmore Hotel in het centrum van Los Angeles

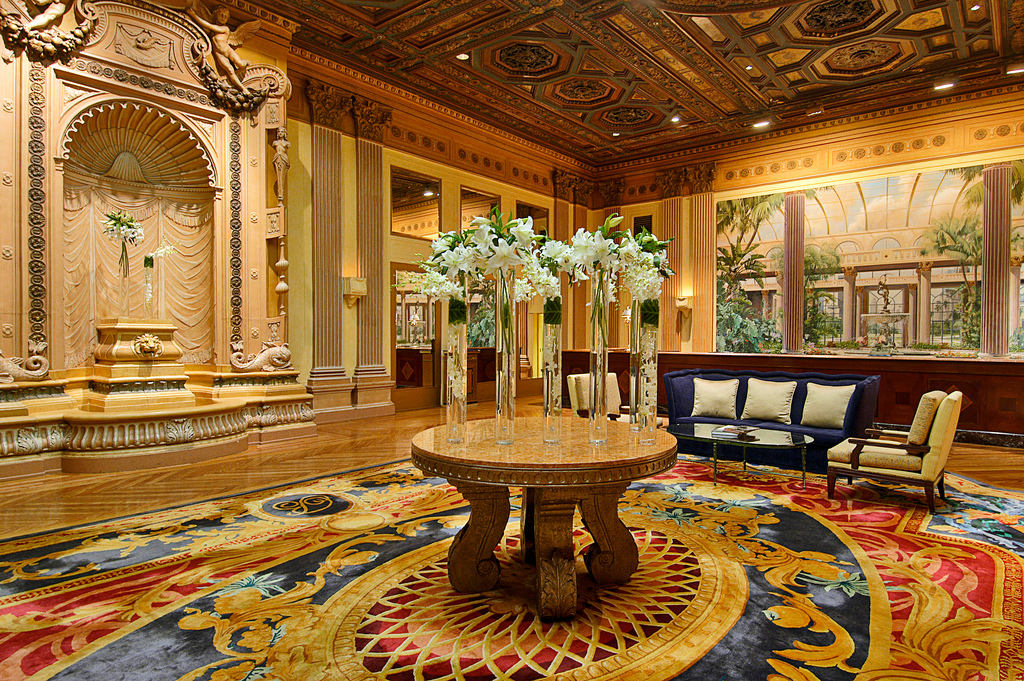
De luxueus ingerichte lobby van het Biltmore Hotel

Het Millennium Biltmore Hotel, oorspronkelijk het Los Angeles Biltmore Hotel, is een luxehotel van de Biltmore Hotels-groep in Downtown Los Angeles, in de Amerikaanse staat Californië. Het bevindt zich aan Pershing Square. Toen het in 1923 opende, was de Biltmore het grootste hotel van de VS ten westen van Chicago. De geschiedenis van het hotel hangt sterk samen met die van Hollywood en de filmindustrie. In de jaren 30 en 40 vonden er acht Oscar-ceremonies plaats en de Academy of Motion Picture Arts and Sciences werd opgericht tijdens een banket in het hotel. In 1969 wees de stad Los Angeles het Biltmore Hotel aan als Los Angeles Historic-Cultural Monument.
De buitenkant van het gebouw is stilistisch een amalgaam van Spaanse en Italiaanse neorenaissance, Mediterranean Revival-architectuur en beaux-arts. Het is een ontwerp van Schultze & Weaver.